# Melitonympha
Melitonympha is een geslacht van vlinders van de familie koolmotten (Plutellidae).

## Soorten
- M. cockerella Busck, 1903
- M. telluris Clarke, 1965